# 1925 (numero)
Millenovecentoventicinque (1925) è il numero naturale dopo il 1924 e prima del 1926.

## Proprietà matematiche
- È un numero dispari.
- È un numero composto da 12 divisori: 1, 5, 7, 11, 25, 35, 55, 77, 175, 275, 385, 1925. Poiché la somma dei suoi divisori (escluso il numero stesso) è 1051 < 1925, è un numero difettivo.
- È esprimibile come somma di una serie di cubi consecutivi: 1925 = 53 + 63 + 73 + 83 + 93.
- È un numero nontotiente in quanto dispari e diverso da 1.
- È un numero congruente.
- È un numero malvagio.
- È parte delle terne pitagoriche (539, 1848, 1925), (660, 1925, 2035), (900, 1925, 2125), (1155, 1540, 1925), (1680, 1925, 2555), (1764, 1925, 2611), (1925, 2652, 3277), (1925, 2760, 3365), (1925, 3168, 3707), (1925, 4620, 5005), (1925, 6600, 6875), (1925, 7440, 7685), (1925, 10500, 10675), (1925, 14760, 14885), (1925, 15252, 15373), (1925, 24024, 24101), (1925, 33660, 33715), (1925, 37788, 37837), (1925, 52920, 52955), (1925, 74100, 74125), (1925, 168432, 168443), (1925, 264684, 264691), (1925, 370560, 370565), (1925, 1852812, 1852813).

## Astronomia
- 1925 Franklin-Adams è un asteroide della fascia principale del sistema solare.

## Astronautica
- Cosmos 1925 è un satellite artificiale russo.